# Comorâța, Cluj
Comorâța este un sat în comuna Cășeiu din județul Cluj, Transilvania, România.